# Fafnir
Fafnir ili Frænir naziv je za jednog kovača u nordijskoj mitologiji, čiji otac je bio najmoćniji čarobnjak u Midgardu.

## Pregled
Imao je brata Regina, koji je također bio kovač, te brata Otra koji je mogao mijenjati oblike. Kada su Odin, Loki i Hœnir ubili njegovog sina Otra, on se zakleo da ih neće pustiti, dok mu ne donesu toliko blaga da prekrije svu kožu.
Fafnir ih je svezao u okove iz kojih se nisu mogli osloboditi. Smatrali su da je pošteno, ako Loki ode i nađe toliko blaga da popuni tu kožu. Loki je otišao i našao patuljka Endvara, koji se pretvorio u štuku, ispod jednog vodopada.
Loki ga je uhvatio i mučio, dok mu on nije izdao gdje se blago nalazi. To je bilo silno blago, puno raznih dragulja i zlata. Endvar mu je rekao da će mu dati sve, ali samo da mu ostavi izvjestan prsten. Loki mu niti prstena nije htio ostaviti, te ga je patuljak prokleo, zato što je taj prsten bio najvrjednije od sveg blaga. Ustvari je taj prsten stvarao svo to silno blago.
Loki je donio to blago i namjeravao utajiti prsten, međutim, kada je pokrio kožu, virila je samo jedna dlaka iz brkova vidre. Čarobnjak je zahtijevao još, stoga je Loki, iako nevoljno, predao i prsten. Čarobnjak ih je pustio. Međutim, sin čarobnjakov, Fafnir, bio je toliko opčinjen začaranim blagom, da je jedne noći usmrtio oca i pokrao blago. Reginu je naredio da to blago prenese u neku njegovu jazbinu.
Fafnira je to prokleto blago toliko opčinilo da bi ubio svakoga, tko god bi prošao pored njegove jazbine. Naposljetku, Fafnir se pretvorio u opakog gmaza, čuvenog zmaja Fafnira. Njega je kasnije, napravivši u zemlji jarak, da oteče otrovna krv Fafnirova ubo u trbuh i usmrtio Sigurd, koji mu je pojeo srce i tako naučio govor ptica. Tako je čuo ptice kako govore da je Regin izdajica i da ga namjerava usmrtiti na spavanju. Sigurd je sebi uzeo to blago. 
Također, u Bosni, postoje starinska, narodna predanja, slična ovom, o imenovanom zmaju u nekoj visokoj planini, gdje čuva svoje blago.